# Галерея коклюшечного кружева в Бобовой

Галерея коклюшечного кружева в Бобовой — постоянная историческая выставка, посвященная коклюшечному кружеву  (в основном коклюшечному кружеву Бобова), расположенная в Центре культуры и продвижения  Бобова, который находится в Бобовой, в Малопольском воеводстве, в Польше  .

## История
Галерея остается главным польским центром производства коклюшечного кружева. Методика его плетения была завезена в Польшу из Италии и Бельгии : Генуи, Милана и Брюгге . В Бобове это искусство развивалось с XVI века. 
В 1899 году в городе была основана Национальная школа кружева. Ее ученики завоевали бронзовую медаль в 1902 году на выставке в Сент-Луисе и в 1905 году золотую медаль в Сан-Франциско  . 
С 1949 года трудовой кооператив "Коронка-Бобова" ( сейчас его местонахождение находится в Янковой ) занимался развитием кружевоплетения и продажей своей продукции. 
В 1995 году в городе была создана Ассоциация регионального творчества для защиты от исчезновения уникального искусства кружевоплетения. 
С 2000 года  в Бобове проводится Международный фестиваль коклюшечного кружева  .
В экспозиции в основном собраны работы кружевниц Бобова, в том числе салфетки, скатерти и элементы одежды, а также экспонаты, связанные с созданием коклюшечного кружева за пределами Польши   .

## Галерея

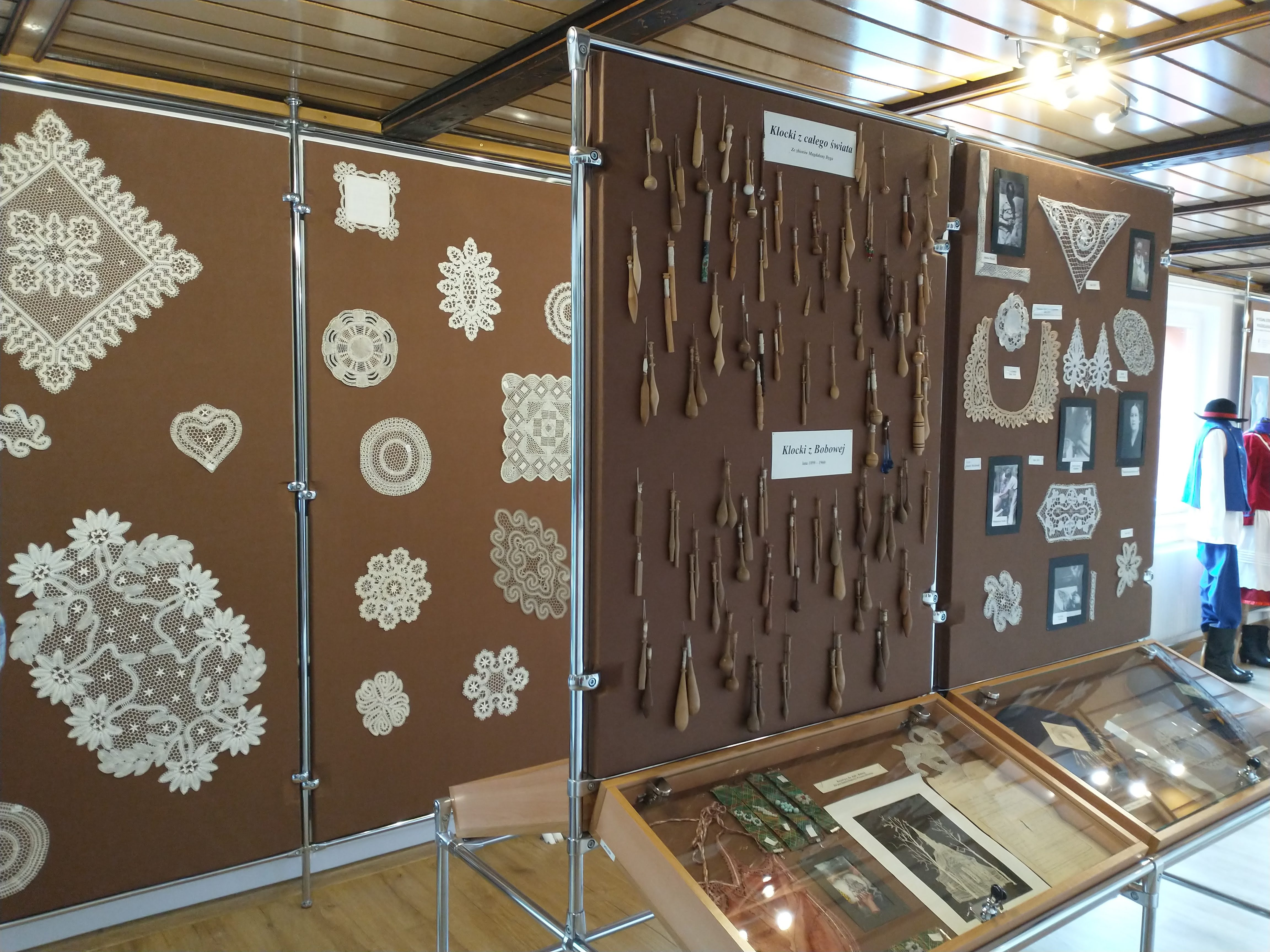
Фрагмент выставки
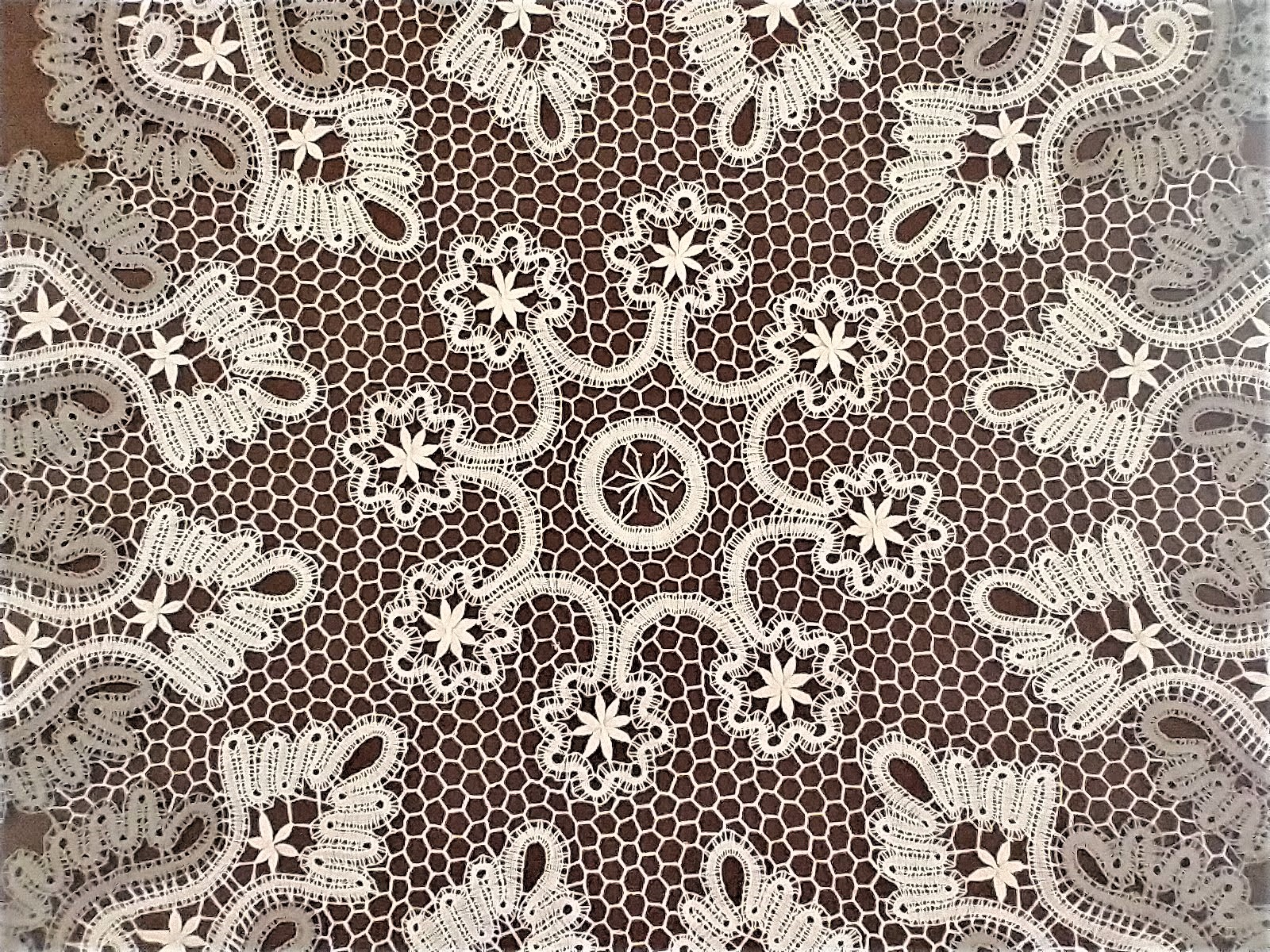
Историческое блочное кружево Bobowa

## Смотрите также
- кружевоплетение